# Johannes von Schwarze
Johannes Friedrich Emmerich von Schwarze (* 26. Dezember 1849 in Dresden; † 18. April 1919) war ein deutscher Reichsgerichtsrat.

## Leben
1874 wurde er auf den sächsischen Landesherrn vereidigt. 1879 wurde er Amtsrichter und 1891 Landgerichtsrat. 1892 ernannte man ihn zum Landgerichtsdirektor. 1894 wurde er zum Oberlandesgerichtsrat befördert. 1896 wurde er Landgerichtspräsident. 1899 kam er von Freiberg an das Reichsgericht. Er war im VI. Zivilsenat des Reichsgerichts tätig. 1919 verstarb er im Amt.

## Schriften
- Die neue Litteratur zum Reichsgesetz über die Zwangsversteigerung und die Zwangsverwaltung, Deutsche Juristen-Zeitung, Jahrgang 5 (1900), Sp. 451.